# Ash-Shamaliyah
Ash-Shamaliyah (Arabisch: Ash Shamālīyah; Engels: Northern, Noordelijk) is een van de 16 staten van Soedan en beslaat het noordwestelijk deel van Soedan. Met een oppervlakte van bijna 350.000 vierkante kilometer is de staat met voorsprong de grootste van het land. In 2012 is het aantal inwoners 578.760 wat een bevolkingsdichtheid van 1,7 inwoners per km² geeft. De hoofdstad van de staat is Dongola.
Via het noordoosten van de staat komt de Nijl Soedan binnen. Aan die plaats ligt de stad Wadi Halfa die een hoofdkwartier van de Britten was tijdens diens koloniale overheersing. De staat Ash-Shamaliyah is verder onderverdeeld in districten.

## Grenzen
De staat grenst aan twee buurlanden van Soedan:
- Drie gouvernementen van Egypte ten noorden (van oost naar west):
  - Vrij kort Rode Zee (Al Bahr al Ahmar).
  - Kort met Aswan op de plaats waar de Nijl de grens overschrijdt.
  - Het grootste deel met Al Wadi al Jadid.
- De gemeente Al Kufrah van Libië ten noordwesten.

Ash-Shamaliyah deelt verder grenzen met vier andere staten:
- Nijl ten oosten.
- Een korte grens met Khartoem in het uiterste zuidoosten.
- Noord-Kordofan in het zuiden.
- Noord-Darfoer in de zuidwesthoek.

Al-Jazirah · Al-Qadarif · Ash-Shamaliyah · Blauwe Nijl · Centraal-Darfoer  · Kassala · Khartoem · Noord-Darfoer · Noord-Kordofan · Oost-Darfoer · Nijl · Rode Zee · Sennar · West-Darfoer · West-Kordofan · Witte Nijl · Zuid-Darfoer · Zuid-Kordofan